# Contre-la-montre par équipes de cyclisme sur route aux Jeux olympiques d'été de 1976
Navigation
Munich 1972 Moscou 1980
Le 100 km contre-la-montre par équipes de cyclisme sur route des Jeux olympiques d'été de 1976, a lieu le 18 juillet 1976.
D'une distance réelle de 102,532 km, ce contre-la-montre est disputé sur une portion de 25 km de la route Transcanadienne, dans l'ouest de l'île de Montréal, baptisée "Fairview Circuit" pour l'évènement. Les lignes de départ et d'arrivée sont situées à 29 km du village olympique, devant le centre commercial de Fairview Pointe-Claire,.
La course est remportée par l'équipe d'Union soviétique, composée d'Aavo Pikkuus, Valeri Tchaplyguine, Anatoli Tchoukanov et Vladimir Kaminski|, qui parcourent les 102,532 km en 2 h 8 min 53 s. Ils devancent les Allemands Gustav-Adolf Schur, Egon Adler, Erich Hagen et Günter Lörke, et les Soviétiques Viktor Kapitonov, Evgeni Klevtzov, Youri Melikhov et Alexeï Petrov.

## Résultats
| Rang                                | Cyclistes                                                                     | Pays                 | Temps           |
| ----------------------------------- | ----------------------------------------------------------------------------- | -------------------- | --------------- |
| Médaille d'or, Jeux olympiques      | Aavo Pikkuus Valeri Tchaplyguine Anatoli Tchoukanov Vladimir Kaminski         | Union soviétique     | 2 h 8 min 53 s  |
| Médaille d'argent, Jeux olympiques  | Ryszard Szurkowski Tadeusz Mytnik Mieczysław Nowicki Stanisław Szozda         | Pologne              | 2 h 9 min 13 s  |
| Médaille de bronze, Jeux olympiques | Jørn Lund Verner Blaudzun Gert Frank Jørgen Hansen                            | Danemark             | 2 h 12 min 20 s |
| 4                                   | Hans-Peter Jakst Olaf Paltian Friedrich von Löffelholz Peter Weibel           | Allemagne de l'Ouest | 2 h 12 min 35 s |
| 5                                   | Petr Bucháček Petr Matoušek Milan Puzrla Vladimír Vondráček                   | Tchécoslovaquie      | 2 h 12 min 56 s |
| 6                                   | Paul Carbutt Phil Griffiths Dudley Hayton William Nickson                     | Grande-Bretagne      | 2 h 13 min 10 s |
| 7                                   | Tord Filipsson Bernt Johansson Sven-Åke Nilsson Tommy Prim                    | Suède                | 2 h 13 min 13 s |
| 8                                   | Stein Bråthen Geir Digerud Arne Klavenes Magne Orre                           | Norvège              | 2 h 13 min 17 s |
| 9                                   | Ian Chandler Remo Sansonetti Sal Sansonetti Clyde Sefton                      | Australie            | 2 h 13 min 43 s |
| 10                                  | Hans-Joachim Hartnick Karl-Dietrich Diers Gerhard Lauke Michael Schiffner     | Allemagne de l'Est   | 2 h 14 min 39 s |
| 11                                  | Carmelo Barone Vito Da Ros Gino Lori Dino Porrini                             | Italie               | 2 h 14 min 50 s |
| 12                                  | Stoyan Bobekov Georgi Fortunov Ivan Popov Nedyalko Stoyanov                   | Bulgarie             | 2 h 15 min 7 s  |
| 13                                  | Alfons De Wolf Dirk Heirweg Frank Hoste Daniel Willems                        | Belgique             | 2 h 16 min 8 s  |
| 14                                  | Carlos Cardet Gregorio Aldo Arencibia Jorge Gómez Raúl Marcelo Vázquez        | Cuba                 | 2 h 17 min 0 s  |
| 15                                  | Leo Karner Roman Humenberger Rudolf Mitteregger Johann Summer                 | Autriche             | 2 h 17 min 6 s  |
| 16                                  | Marc Blouin Brian Chewter Tom Morris Serge Proulx                             | Canada               | 2 h 17 min 15 s |
| 17                                  | Arie Hassink Frits Pirard Adri van Houwelingen Fons van Katwijk               | Pays-Bas             | 2 h 18 min 46 s |
| 18                                  | José Castañeda Ceferino Estrada Francisco Huerta Rodolfo Vitela               | Mexique              | 2 h 18 min 48 s |
| 19                                  | John Howard Wayne Stetina Marc Thompson Alan Kingsberry                       | États-Unis           | 2 h 18 min 53 s |
| 20                                  | Claude Buchon Loïc Gautier Jean-Paul Maho Jean-Michel Richeux                 | France               | 2 h 19 min 43 s |
| 21                                  | José Ollarves Justo Galaviz Jesús Escalona Serafino Silva                     | Venezuela            | 2 h 23 min 37 s |
| 22                                  | Osvaldo Benvenuti Oswaldo Frossasco Juan Carlos Haedo Raúl Labbate            | Argentine            | 2 h 24 min 48 s |
| 23                                  | Cristóbal Pérez Álvaro Pachón Luis Carlos Manrique Julio Alberto Rubiano      | Colombie             | 2 h 24 min 55 s |
| 24                                  | Asghar Khodayari Hassan Aryanfar Khosro Haghgosha Gholam Hossein Koohi        | Iran                 | 2 h 28 min 25 s |
| 25                                  | Panya Singprayool-Dinmuong Chartchai Juntrat Sucheep Likittay Prajin Rungrote | Thaïlande            | 2 h 35 min 3 s  |
| 26                                  | Chan Fai Lui Chan Lam Hams Kwong Chi Yan Tang Kam Man                         | Hong Kong            | 2 h 39 min 43 s |
| 27                                  | Miguel Espinoza David Iornos Hamblin González Manuel Largaespada              | Nicaragua            | 2 h 51 min 23 s |
| 28                                  | Joseph Kono Maurice Moutat Henri Mveh Nicolas Owona                           | Cameroun             | abandon         |

## Sources
- (en) Cet article est partiellement ou en totalité issu de l’article de Wikipédia en anglais intitulé « Cycling at the 1976 Summer Olympics – Men's team time trial » (voir la liste des auteurs).

1. ↑  Games of the XXI Olympiad - Montréal 1976 - Official Report - Volume I Organization (lire en ligne [PDF]), p. 184
2. ↑  Games of the XXI Olympiad - Montréal 1976 - Official Report - Volume II (lire en ligne [PDF]), p. 156
3. ↑  Games of the XXI Olympiad - Montréal 1976 - Official Report - Volume III (lire en ligne [PDF]), p. 200